# 藤原浄本
藤原 浄本（ふじわら の きよもと）は、平安時代初期の公卿。名は清本とも記される。藤原式家、参議・藤原蔵下麻呂の九男。官位は従三位・大蔵卿。

## 経歴
弘仁2年（811年）正六位上から従五位下に昇叙され、宮内少輔に任ぜられる。のち、嵯峨朝では図書助・侍従を歴任する。
嵯峨天皇末年の弘仁14年（823年）正月に従五位上に叙せられると、同年4月淳和天皇の即位に伴い正五位下、さらに同年11月には従四位下と1年間で四階の昇叙を受ける。その後も天長4年（827年）従四位上、天長5年（828年）正四位下・蔵人頭と淳和朝で順調に昇進し、この間、大蔵大輔・近江守・大舎人頭・大蔵卿を歴任した。天長7年（830年）5月従三位に叙せられ公卿に列すが、同年7月21日に薨去。享年61。最終官位は大蔵卿従三位。

## 官歴
注記のないものは『日本後紀』による。
- 時期不詳：正六位上
- 弘仁2年（811年） 6月1日：従五位下。10月11日：宮内少輔
- 弘仁3年（812年） 8月3日：侍従
- 弘仁14年（823年） 正月7日：従五位上。4月27日：正五位下。11月28日：従四位下
- 時期不詳：大蔵大輔
- 天長3年（826年） 9月1日：見近江守[2]
- 天長4年（827年） 正月21日：従四位上
- 時期不詳：大舎人頭
- 天長5年（828年） 正月：蔵人頭[3]。閏3月11日：正四位下
- 時期不詳：大蔵卿
- 天長7年（830年） 5月：従三位[4]。7月21日：薨去（大蔵卿従三位）